# Hrvatski sokol
 Ovo je glavno značenje pojma Hrvatski sokol. Za druga značenja pogledajte Hrvatski sokol (razdvojba).
Hrvatski sokol je bila hrvatska organizacija ustrojena radi promicanja tjelovježbe i širenja nacionalne svijesti među Hrvatima osnovana po uzoru na češki Sokol. Sokol su u Pragu 1862. godine osnovali Miroslav Tyrš i Jindrich Fügner, a osnovni cilj mu je bila borba češkog naroda protiv germanizacije te postizanje veće autonomije. Sokol se iz Češke proširio svim slavenskim zemljama. Sokol se vodio starogrčkim idealom U zdravom tijelu zdrav duh. 
Sokol je kroz predavanja, rasprave i tjelovježbu promicao tjelesni, moralni i intelektualni razvoj naroda. Također je pod maskom gimnastičkog vježbanja imao cilj da okupi što veći broj pristalica u borbi za buđenja nacionalne svijesti i političko osamostaljivanje. Za privlačenje tim idejama koriste se javne vježbe, defilei s nacionalnim obilježjima i posebnim odorama. 

Pokret je inspiraciju pronašao u obrazovanju i tjelovježbi sportaša i ratnika u antičkoj Grčkoj i u njemačkom nacionalističkom gimnastičkom društvu Turnverein koji je 1811. godine osnovao Friedrich Ludwig Jahn.
U Hrvata Sokol se prvo javlja u Zagrebu gdje je 5. lipnja 1874. godine osnovan ZTD Hrvatski sokol  (Zagrebački društvo za tjelovježbu Hrvatski sokol), koji se potom širi Hrvatskom i Bosnom i Hercegovinom. Hrvatski sokol je zabranjen nakon Drugog svjetskog rata, a u slobodnoj Hrvatskoj od 1993. godine u Zagrebu ponovno djeluje Hrvatski sokol. 
Definicija sokolarstva glasi: "Sokolarstvo je narodna slavenska ustanova koja se bavi tjelesnim i društvenim odgajanjem naroda. Ono je dobra škola u kojoj se stječu lijepa svojstva kao: muževnost, hrabrost, odvažnost, plemenitost, bratska i domovinska ljubav, ljubav za slobodu i jednakost. Želja je da se čitav narod postavi na više moralno stanovište, pa je zbog toga i organiziran u službi naroda."
Moto "Hrvatskog sokola" je glasio: 
"U desnici snaga, 
U srcu odvažnost, 
U misli domovina!" 
Sokolski dan 30. travnja svake godine je moralo proslaviti svako sokolsko društvo. To je dan sjećanja na mučeničku smrt Petra Zrinskog i Krste Frankopana. 
Najstariji i najuvaženiji junak im je bio kralj Tomislav, kao prvi vladar koji je uspio objediniti hrvatska plemena, te kneževine povezati u Kraljevinu Hrvatsku, ujedinivši panonsku i dalmatinsku Hrvatsku. Uz blagoslov Svete Stolice i pape Ivana X., on je ustoličen za kralja 925.g.
Gimnastička vrsta Hrvatskoga sokola sudjelovala je u svibnju 1911. na Svjetskom prvenstvu u športskoj gimnastici, što je bio prvi nastup pod vlastitom zastavom jedne Hrvatske športske reprezentacije na velikome međunarodnom natjecanju.

## Povijest
Sokol je organizacija koja je bila ustrojena radi promicanja tjelovježbe i širenja nacionalne svijesti među slavenskim narodima. Sokol su u Pragu 1862. godine osnovali Miroslav Tyrš i Jindrich Fügner. Društveni sloj koji je nosio sokolski pokret bio je onaj dio liberalnog građanskog sloja koji se suprotstavljao odnarođivanju. Sokol se vodio poslovicom U zdravom tijelu zdrav duh. Sokol je kroz predavanja, rasprave i tjelovježbu promicao tjelesni, moralni i intelektualni razvoj naroda. 
Pokret je inspiraciju pronašao u obrazovanju i tjelovježbi sportaša i ratnika u antičkoj Grčkoj i u njemačkom nacionalističkom gimnastičkom društvu Turnverein koji je 1811. godine osnovao Friedrich Ludwig Jahn. Sokol se iz Češke proširio svim slavenskim zemljama.
U Hrvata Sokol se prvo javlja u Zagrebu gdje je 27. prosinca 1874. osnovan Hrvatski sokol nakon što je hrvatski ban Ivan Mažuranić uveo obvezatnu tjelovježbu u škole. Gombanje kako su tada zvali gimnastiku provodio je učitelj tjelovježbe Friedrich Miroslav Singer. Po školama su otkrivena darovita djeca kojima je bila čast postati hrvatskim sokolašima. 
Već 1878.g. počinje se s vježbama za djevojke i gospođe uvođenjem ženske gimnastike. 
Nakon gradnje Sokolskog doma 1883. gimnastički i borilački sportovi doživili su pravi procvat. 
Nakon smrti glavnog učitelja Frane Hochmana 1892.g. redovna nastava je prekinuta, a tadašnji predstojnik Odjela za bogoštovlje Izidor Kršnjavi donosi dalekosežnu odluku da u Hrvatskoj proširi švedski gimnastički sustav te 1892.g. šalje u Stockholm dvojicu stipendista, 
Franjo Bučar i Srećko Bošnjaković. 
Kršnjavi je ta to vrijeme pripremao teren u Hrvatskoj: 
- propisao je obavezni 30 minuta tjelovježbe između 1. i 2. školskog sata te po 10 minuta između ostalih. 
- pripremio je zakon o izgradnji dvorana i igrališta za tjelovježbu uz škole, 
- organizirao je stručni tečaj za učitelje. 
Franjo Bučar pripremio je tečaj prema švedskom utorima te je predavao: pedagošku i vojničku gimnastiku, zimske športove i izlete. Dr. Dinko Hranilović predavao je mačevanje, kapetan August Piazza praktično je podučavao sablju i floret, dr. Dragutin Mašek anatomiju, fiziologiju i prvu pomoć, a vođa vatrogasne zajednice Mirko Kolarić vatrogastvo. 
Poučavalo se modernim, do tada nepoznatim sportovima: nogomet, kriket, kroket, floret, izletništvo... Proširena su znanja iz do tada poznatih sportova: mačevanje, tenis, vježbe na spravama, biciklizam, atletika i boćanje. 
Koliko je bila velika uloga Kršnjavija i Bučara bit će vidljivo vrlo brzo, kad se iz pokreta koji je tada nastao počnu stvarati brojna športsko društva i klubovi po čitavoj Hrvatskoj.
Češki sokolski savez izdao je knjigu "Bit misli Sokolske" u kojoj razvrstava tadašnju podjelu športskih grana tj. razvrstava šport u skupine:  
1. Atletika: 
  - a) laka atletika: hodanje, trčanje (kratke udaljenosti, velike udaljenosti, sprint), skok u vis, skok u dalj, skok s motom i preskok;
  - b) teška atletika: dizanje utega, hrvanje, boks, potezanje konopa;
  - c) bacanje: kladiva, diska, koplja, kugle te penjanje po užetu.
2. Vodeni športovi:
  - a) plivanje
  - b) veslanje
3. Poljski športovi:  Sokolstvo je njegovalo turistiku-hodanje-planinarenje te taborenje, kampiranje i skaut.
4. Šport oružjem: gađanja u streljačkim sekcijama, mačevanje, floretom, sabljom, mačem te buzdovanom u Hrvatskoj od 1912.g.
5. Prometni šport: jahanje, biciklizam, motociklizam, automobilizam i avijatika.
6. Sportske igre: nogomet, tenis, hokej,  7) Zimski športovi: klizanje, hokej na ledu, sanjkanje i skijanje.

Često su ti odjeli toliko razgranali svoju aktivnost da su se osamostalili kao posebni športski klubovi. 
S iznimnim entuzijazmom promican je i prosvjetni rad. Organizirana su predavanja, zabave i proslave koje su bile središnji kulturni događaj u tadašnjem društvu. 
Djelovali su tamburaški orkestri, fanfare (limene glazbe), zborovi i kazališni ansambli. 
Prvi orkestar Hrvatskog sokola osnovao je i njime dirigirao prof. Vjekoslav Klaić (1849. – 1928.). 
Podaci u listu HS govore da su Sokoli 1926.g. imali 46 limenih glazbi tzv. fanfara i 40 tamburaških orkestara ili bendova. 
Sokolska knjižnica brinula se o neprekidnoj publicističkoj djelatnosti stručnih izdanja.

Hrvatska sokolska društva se potom osnivaju i šire u mnogim gradovima u Hrvatskoj i Bosni i Hercegovini i izvan nje poput Trsta i izvan Trojednice u Puli. Sokolske organizacije počele su se osnivati i u drugim hrvatskim gradovima Varaždinu, 1878., Bjelovaru 1884., Karlovcu i Zadru 1885., Vukovaru 1886., Gospiću 1889., Splitu 1893. i Osijeku 1896.
Od 1896. godine do prvog svjetskog rata u Bosni i Hercegovini su osnovana 24 društva pod nazivom Hrvatski sokol udužena u krovnu organizaciju Tvrtkova sokolska župa za Bosnu i Viševićeva sokolska župa za Hercegovinu. Hrvatski sokolaši održavaju sokolske susrete i međunarodna natjecanja.
U Sušaku je 6. studenog 1904. godine osnovan Savez hrvatskih sokolskih društava, koji poslije djeluje pod imenom Hrvatski sokolski savez. Taj datum može se uzeti za osnivanje Hrvatskog gimnastičkog saveza. Za prvoga predsjednika tj. starješinu izabran je književnik dr.Stjepan pl. Miletić, a za tajnika dr. Franjo Bulat. 
U to je doba u Hrvatskoj djelovao 14 župskih organizacija (123 sokolske organizacije) te 20 u BiH u dvije župe i 25 među iseljenicima u SAD-u s ukupno 15 000 članova. 
Savez Slavenskog sokolstva osnovan je u Pragu 20. travnja 1905. godine.
U Zagrebu je 1906. održan prvi Svesokolski slet na kojem su se okupili sokolaši iz cijele Hrvatske. 
Od 1907. godine Hrvatski je sokolski savez je postao članom Međunarodne gimnastičke federacije (FIQ) u Pragu na V. kongresu koji je imao u svom sastavu 51. sokolsko društvo. Osnivanje Hrvatskog sokolskog saveza smatra se jednim od najvažnijih datuma u povijesti hrvatske tjelovježbe i športa. 
8. listopada 1909.g. održala se Osnivačka skupština Hrvatskog športskog saveza, a dr. Bučar je izabran za prvog predsjednika. 
Može se reći s je dr. Bučar "donio" u Hrvatsku sve sportove koji su za vrijeme njegovog života postojali. Bio je osnivač i predsjednik Jugoslavenskog olimpijskog odbora koji je u početku djelovao u Zagrebu. Bio je naš predstavnik kao član Međunarodnog olimpijskog odbora 1920. – 1946.g.
Gimnastička vrsta Hrvatskoga sokola sudjelovala je u svibnju 1911. na Svjetskom prvenstvu u športskoj gimnastici, što je bio prvi nastup pod vlastitom zastavom jedne Hrvatske športske reprezentacije na velikome međunarodnom natjecanju.
U Maksimirskom perivoju 15. kolovoza 1925. je u povodu tisućite godišnjice Hrvatskog kraljevstva i krunidbe kralja Tomislava podignuta Sokolska mogila u Maksimiru. Tih dana se održavao Treći svesokolski slet u Zagrebu pa su Hrvatski sokoli i Braća hrvatskog zmaja zemljanom mogilom obilježili stoljeća hrvatske državnosti. Uz fanfare i budnice na taj je jedinstven spomen istreseno 155 vrećica zemlje iz svih krajeva gdje žive Hrvati. 
Grumeni zemlje doneseni su iz 155 hrvatskih krajeva - važnih povijesnih mjesta gdje se zbio neki značajan povijesni ili pak kulturni događaj tijekom tisućgodišnje hrvatske povijesti. U temeljima humka su pohranjeni predmeti iz hrvatske kulturne baštine, važnije knjige, novine, časopisi, te spomenice svih sokolskih društava (95) koja su sudjelovala u gradnji Mogile. Ima tu vezova, obuće, preslica, čuturica, tikvica, šumskog oruđa, pa knjiga i brošura s prikazom stanja sokolstva. Priložena su i znanstvena djela Hrvatske akademije znanosti i umjetnosti, Matice hrvatske, Braće hrvatskog zmaja, Društva sv. Jeronima, Društva hrvatski učitelj i dr.
Svečanosti je prisustvovao i vođa hrvatskog naroda Stjepan Radić okružen masom ljudi koji su se okupili tom prigodom. Na humak je trebao biti postavljen brončani kip sokola autora Ive Kerdića koji nije postavljen jer su ga u kiparovom ateljeu razbili srpski žandari. Od kipa su ostale samo skice.
Kip hrvatskog sokola ipak je postavljen u slobodnoj Hrvatskoj na poticaj novoobnovljene Družbe hrvatskog zmaja. Kipar Mladen Mikulin izradio je novu skulpturu, a postavila ju je Hrvatska vojska 1996. godine na Dan Oružanih snaga. Ministar obrane Gojko Šušak primio je iz ruku velikog meštra zmajskog reda Jurja Kolarića 156. grumen zemlje koji je prilikom prve posjete Hrvatskoj blagoslovio papa Ivan Pavao II. 1994. godine. Zatim ga je uz pjesmu Vivat Croatia položio u mogilu. Nakon toga je na vrh postavljen kip Hrvatskog sokola.
Športski klub Hrvatski sokol (španj. Club Deportivo Sokol Croata) je hrvatsko športsko društvo iz grada Punta Arenasa u Čileu. Utemeljili su ga hrvatski iseljenici iz Dalmacije 27. rujna 1912. godine.
Hrvatski sokol u Antofagasti u Čileu je osnovan 1927. godine u vrijeme kada su se u iseljeništvu masovno osnivali razni klubovi mahom pripomoćni, zatim sportski i nacionalni i svi su zadovoljavali određene potrebe iseljenih Hrvata. Kako je sport igrao značajnu ulogu u životu iseljenika, Sokol je brzo postao istaknuto središte sportskog života ovoga grada na obali Atacame.
Hrvatski je sokolski savez djelovao do uvođenja Šestosiječanjske diktature i zabrane nacionalnih imena 1929. nakon čega je Hrvatski sokolski savez na izvanrednoj skupštini sam raspustio sva svoja društva ne želeći postati bio novoosnovanog Jugoslavenskog sokola. Posljednji put sokolaši su svoju uniformu obukli na pogrebu Stjepana Radića na kojem se okupilo preko 200 000 ljudi gdje su sudjelovali u službenoj povorci.
Nakon zabrane sokolaši su probali djelovati pod imenom Sokol ali su im zabranjena sudjelovanja na natjecanjima. Sokolaši djeluju u smanjenom obujmu i unutar Sokola Kraljevine Jugoslavije do početka Drugog svjetskog rata. 
Nakon Drugog svjetskog rata, koji je u potpunosti ugušio djelovanje Društva zbog konfiskacije dvorane, 1948. godine u Zagrebu dio nekadašnjih sokolskih prednjaka i aktivnih vježbača uređuje devastiranu dvoranu te društvo koje sokolsku ideju nikada nije napustilo nastavlja djelovanje u Sokolskom domu, pod imenom Gimnastičko društvo I. rajona, kasnije i drugim imenima, sve do 1993. kada je u slobodnoj Hrvatskoj vraćeno izvorno ime Z.T.D. "Hrvatski sokol".
U Zagrebu je izlazio stručni športski časopis Hrvatski sokol koji je pratio djelovanje hrvatskih sokolskih društava. 1878.g. časopis su uređivali Andrija Hajdanek i Franjo Hochman. 
Širenju sokolske ideje među narodom najviše poleta dao je Hochman organizacijom natjecanja i javnih vježbi.
Blagajnik Sokola bio je Zvonimir Tkalčić.[nedostaje izvor]
Koračnice za hrvatska sokolska društva pisali su poznati hrvatski skladatelji poput Ivana Cukona i Matka Brajše Rašana.

## Hrvatska sokolska društva i župe
U razdoblju od 1874. – 1929.g. naziv Hrvatski sokol nosilo je 425 društava raspoređena, što u domovini ili inozemstvu, u 22 sokolske župe. 
- I. župa Preradovićeva, Bjelovar (38 društava),
- II. župa Zrinski, Karlovac (21 društvo),
- III. župa Lj. Posavskog, Sisak (26 društava), npr. Hrvatski sokol Sisak,  Hrvatski sokol Petrinja
- IV. župa Strossmayerova, Osijek (36 društava), npr. Hrvatski sokol Osijek
- V. župa Zvonimir, Split (27 društava), npr. Hrvatski sokol Split
- VI. župa Krešimir, Šibenik (12 društava),
- VII. župa Fonova, Zagreb (54 društva), npr. Hrvatski sokol Zagreb
- VIII. župa Frankopan, Sušak) 30 društava),
- IX. župa Hanuševa, Vinkovci (25 društava),
- X. župa Magdićeva, Prelog (16 društava),
- XI. župa Ibrišimović, Slavonski Brod (16 društava),
- XII. župa Jelačićeva, Mitrovica (5 društava),
- XIII. župa Trvtkova, Sarajevo (23 društva),
- XIV. župa Starčevićava, Senj (7 društava),
- XV. župa Radićeva, Daruvar (26 društava),
- XVI. župa Gundulićeva, Dubrovnik (13 društava),
- XVII. župa Ban Paližina, Zadar (10 društava),
- XVIII. župa Vitezovićava, Volosko - Opatija (11 društava),
- XIX. župa Tomislavova, SAD i Čile (13 društava), npr. Hrvatski sokol Punta Arenas[10] ili Hrvatski sokol Antofagasta[10]
- XX. župa Viševićeva, Mostar (5 društava),
- XXI. župa Čanićeva, Oakland - California (4 društva) i
- XXII. župa Zvonimirova, USA (društava 7).

## Poveznice
- Sokol, pokret
- ZTD Hrvatski sokol
- Hrvatski sokol Petrinja
- Hrvatski sokol Punta Arenas
- Počasna sokolska garda Osijek
- Hrvatski orlovski savez

## Vanjske poveznice
- TV Kalendar: Hrvatski sokol
- TV Kalendar: Spomenik Hrvatskom sokolu